# Ečka
Ečka (en serbe cyrillique : Ечка ; en hongrois : Écska ; en roumain : Ecica) est une localité de Serbie située dans la province autonome de Voïvodine et sur le territoire de la Ville de Zrenjanin, district du Banat central. Au recensement de 2011, elle comptait 3 997 habitants.
Ečka est officiellement classée parmi les villages de Serbie.

## Histoire
L'église orthodoxe serbe Saint-Nicolas a été construite en 1711 ; elle est constituée de murs en boue séchée et recouverte d'un toit en bardeaux dominé par un clocher, lui aussi en bois, de style baroque ; elle abrite notamment une iconostase peinte en 1786 par Teodor Popović ; elle est aujourd'hui inscrite sur la liste des monuments culturels de grande importance de la République de Serbie (identifiant no SK 1102),. L'église orthodoxe roumaine du Saint-Esprit, édifiée en 1855, abrite une iconostase peinte notamment par Dimitrije Popović en 1776 ; l'ensemble peint est également considéré comme un monument culturel de grande importance (identifiant no SK 1103),. L'église catholique Saint-Jean-Baptiste, construite en 1864 dans un style néo-roman, est un monument protégé de la République (identifiant no SK 1980).

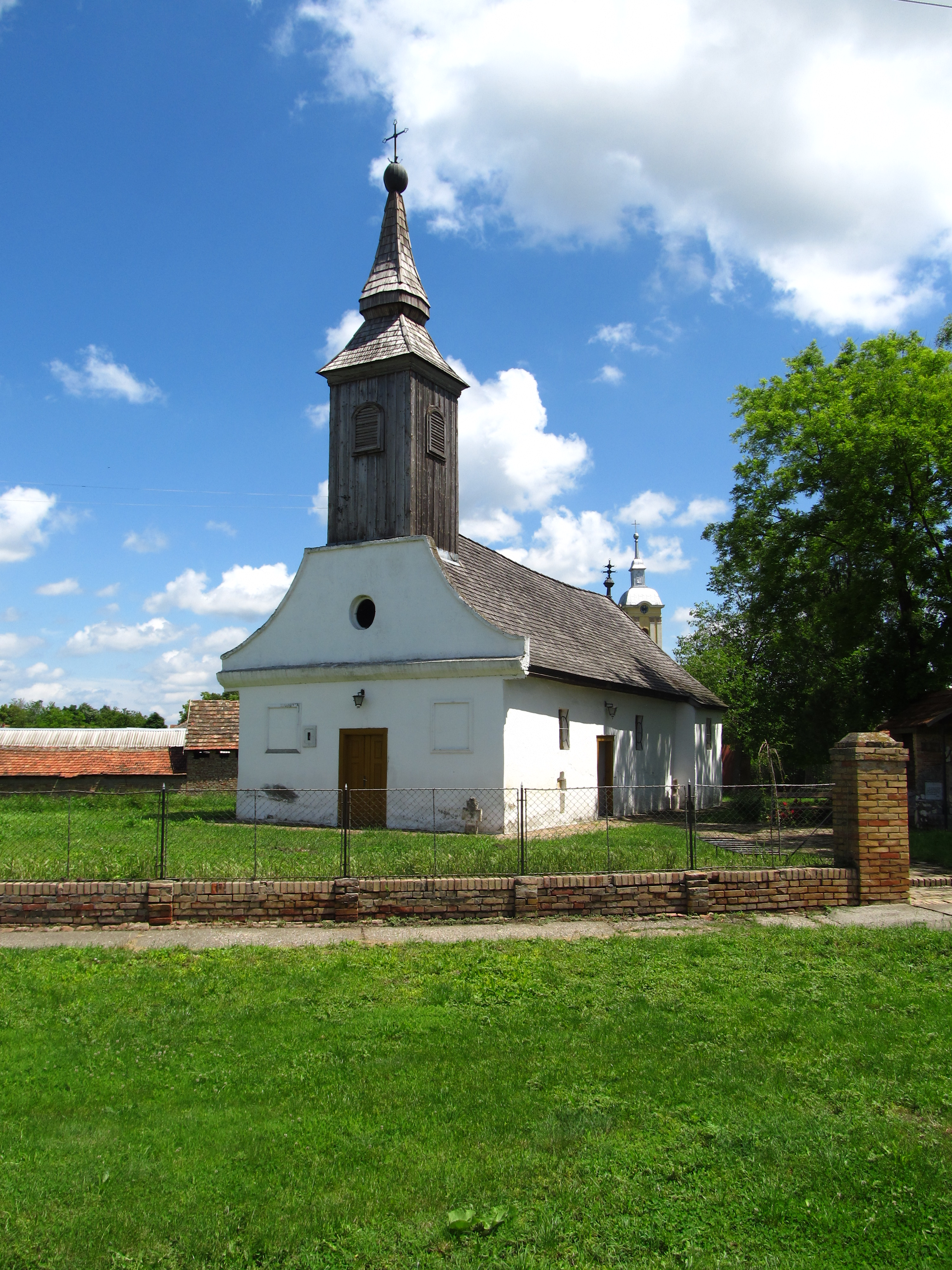
L'église orthodoxe serbe Saint-Nicolas
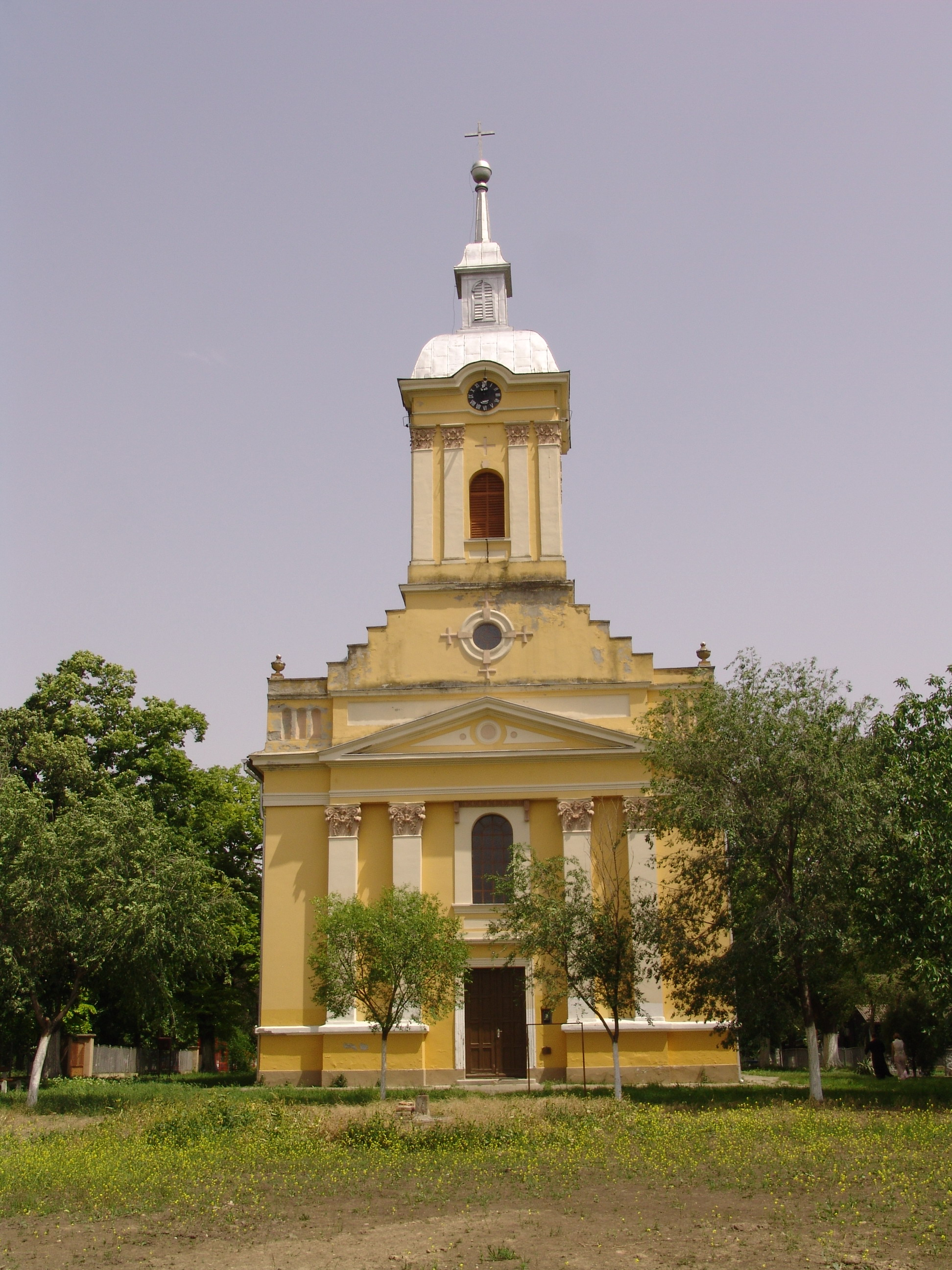
L'église orthodoxe roumaine du Saint-Esprit
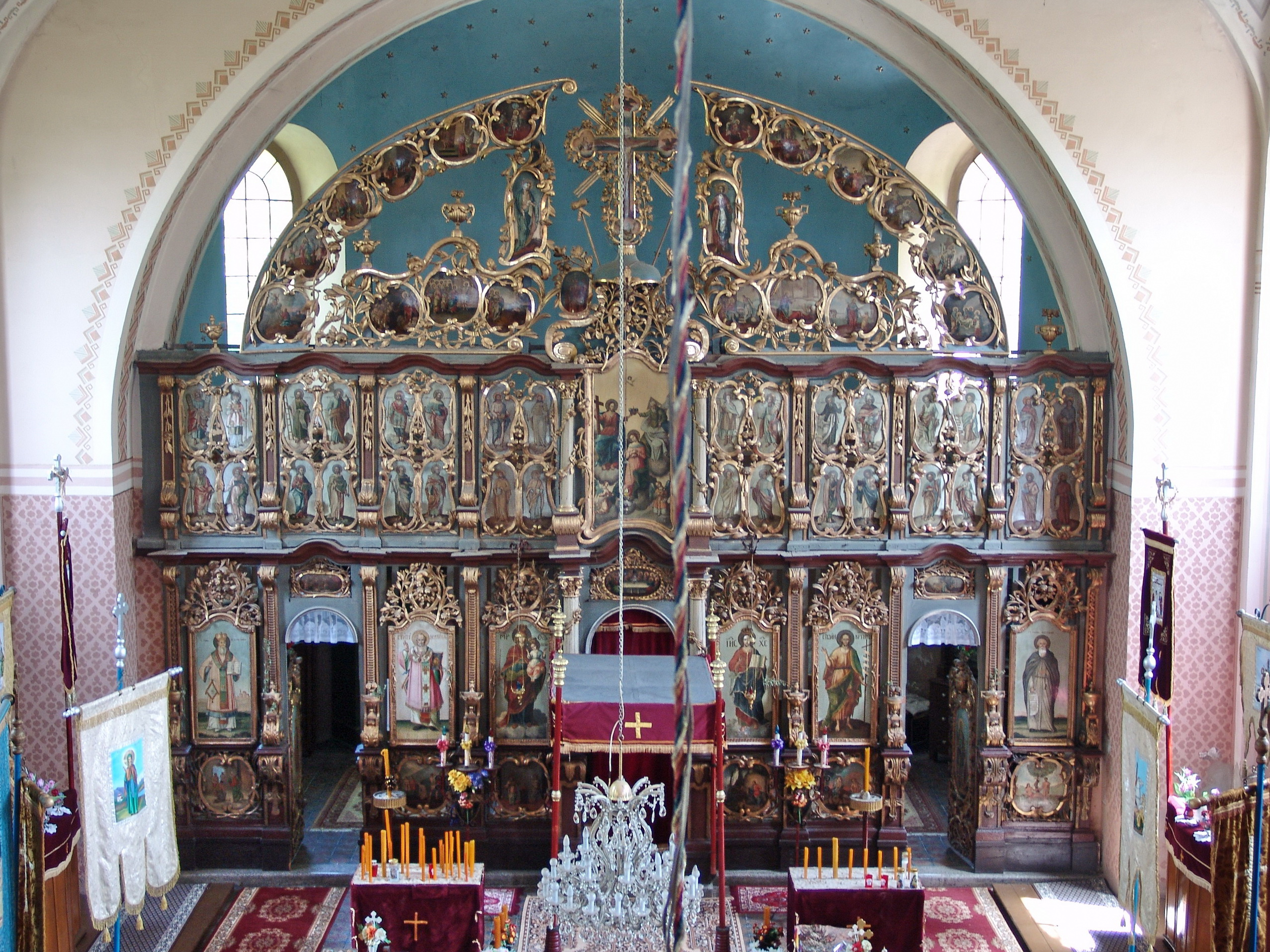
L'iconostase de l'église du Saint-Esprit
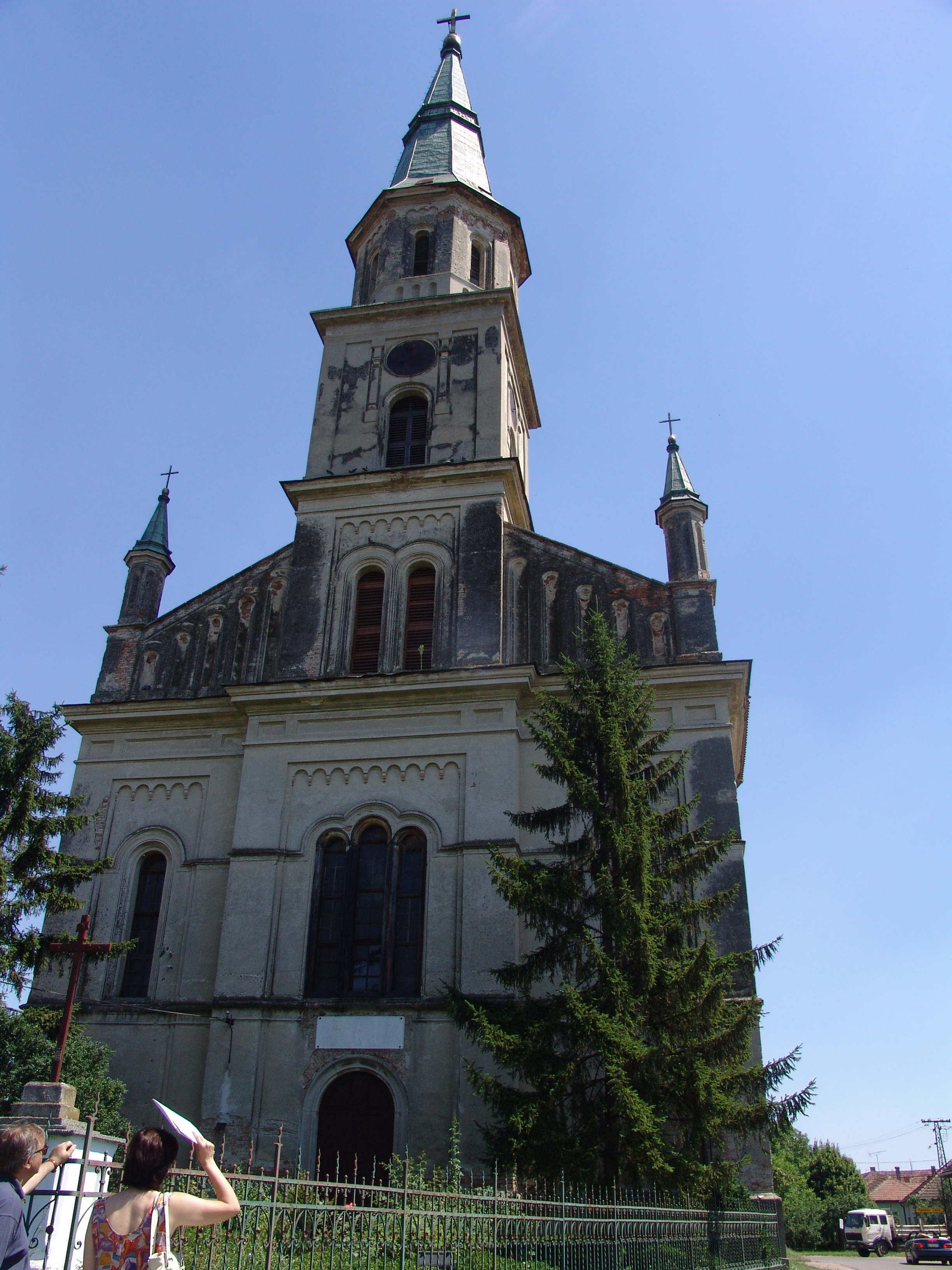
L'église catholique Saint-Jean-Baptiste

## Démographie

### Évolution historique de la population
| 1948  | 1953  | 1961  | 1971  | 1981  | 1991  | 2002  | 2011  |
| ----- | ----- | ----- | ----- | ----- | ----- | ----- | ----- |
| 3 934 | 4 188 | 4 323 | 4 621 | 5 293 | 5 172 | 4 513 | 3 997 |

|  |

## Économie

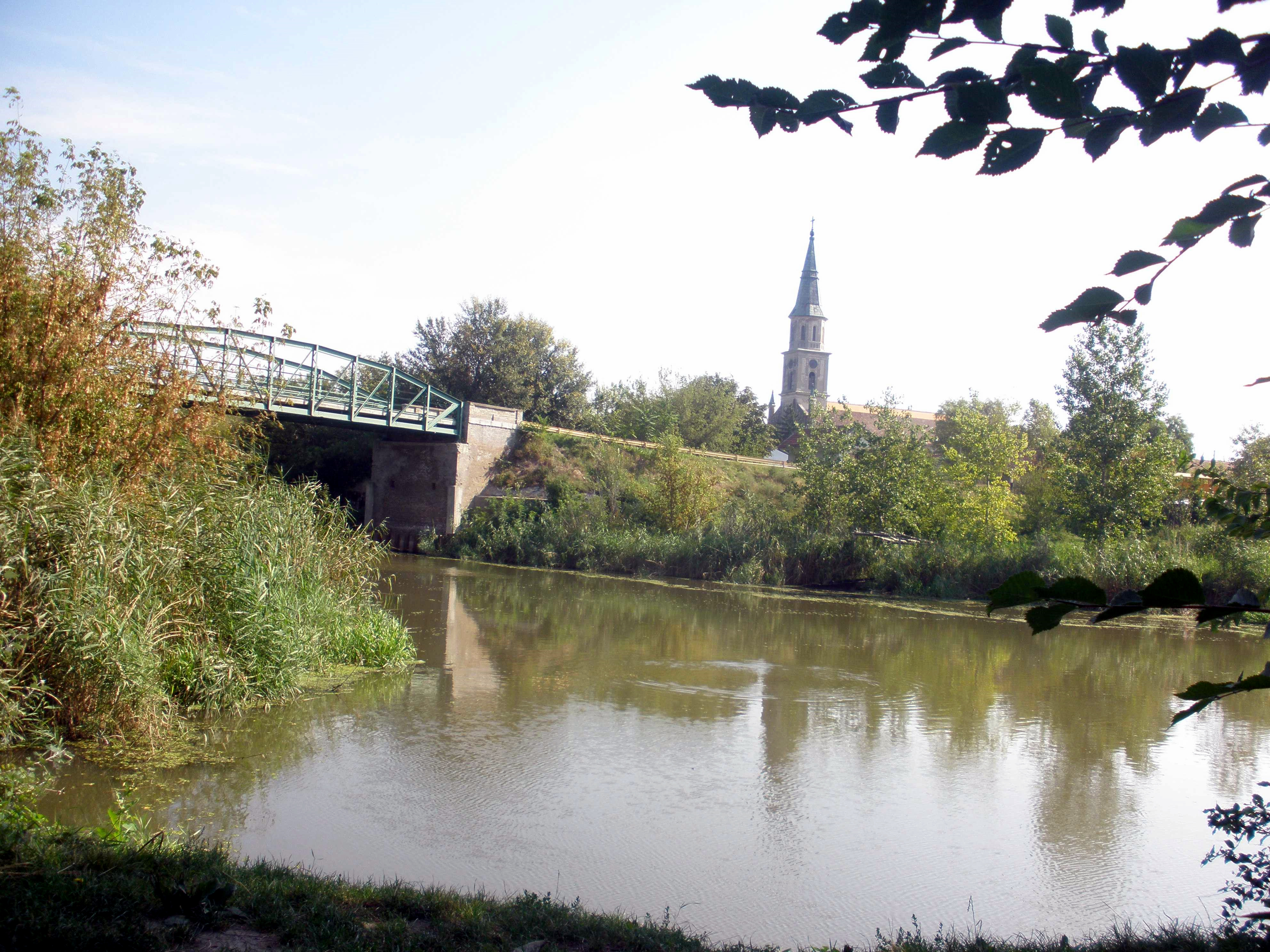
Pont sur la rivière Begej à Ečka, 1894
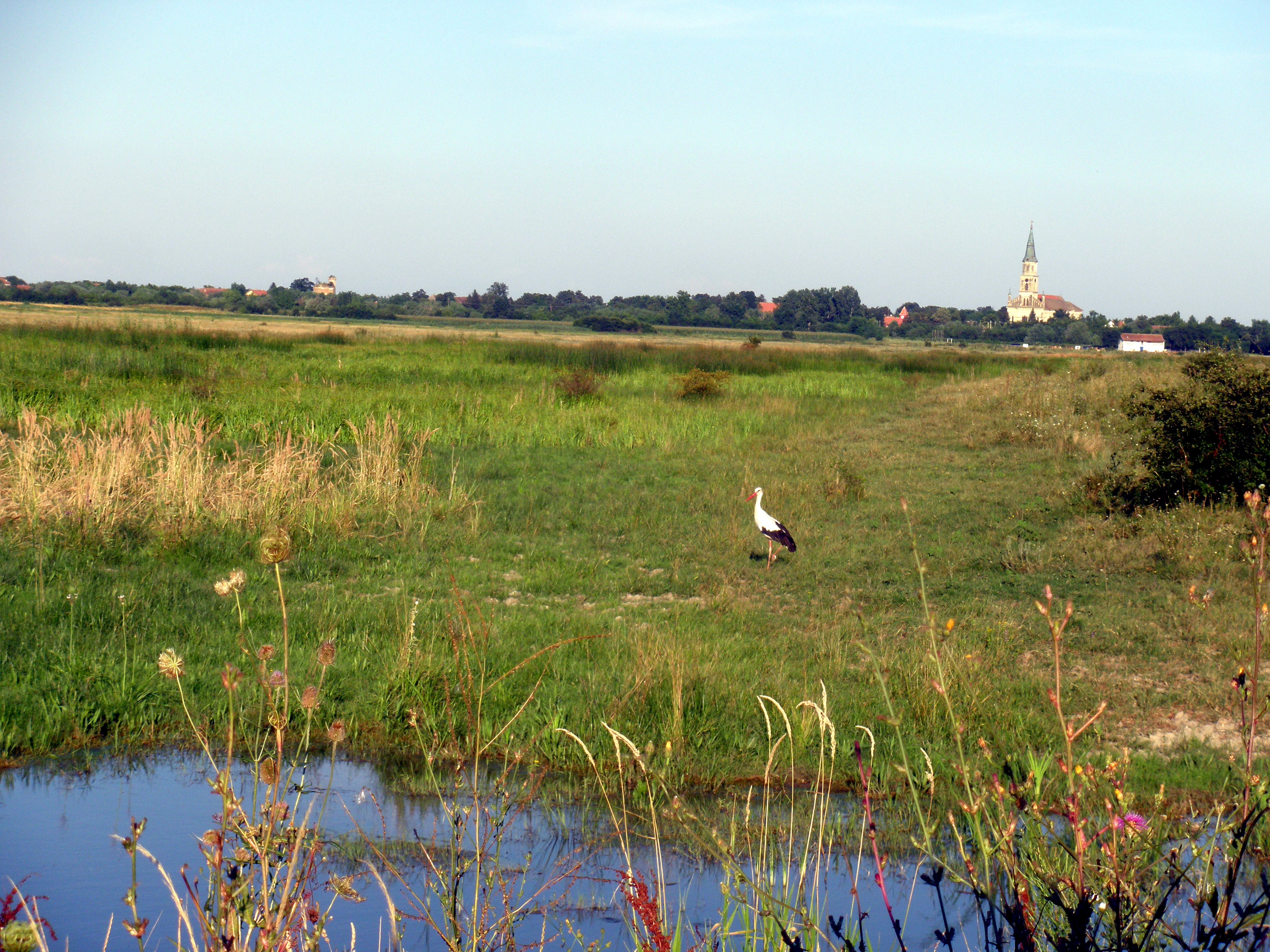
La campagne près d'Ečka
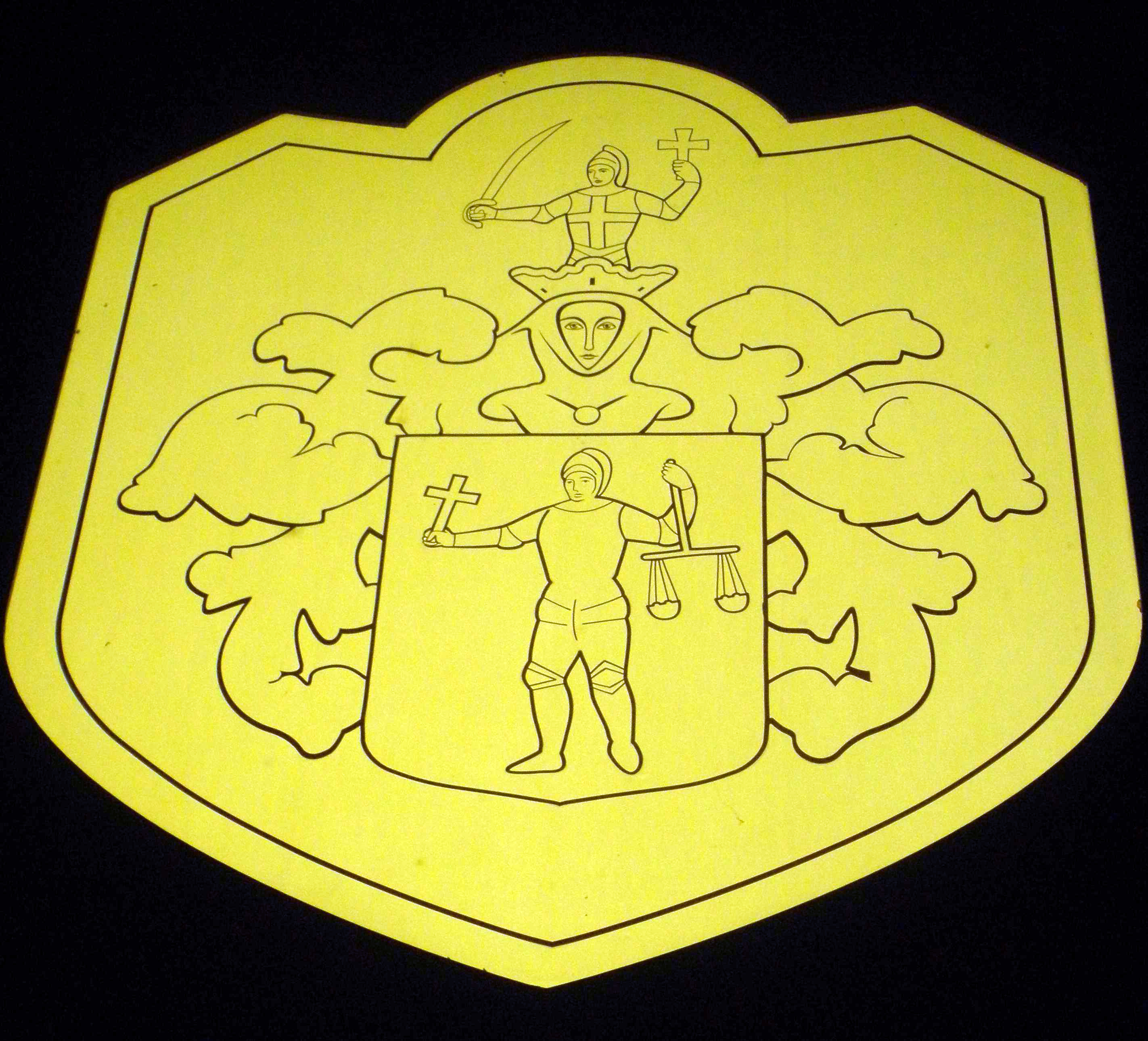
Le blason d'Ečka
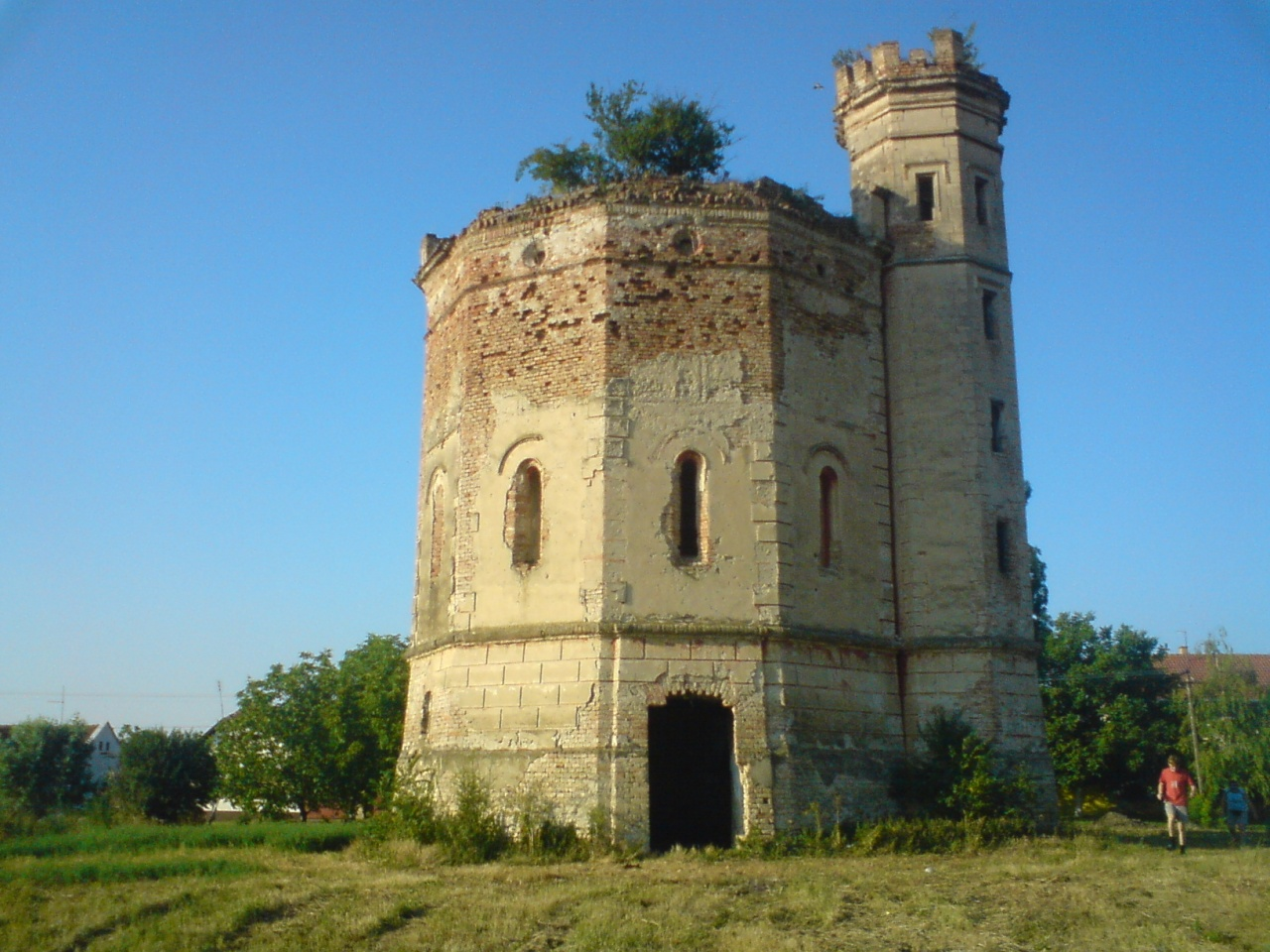
La tour d'Ečka

## Personnalités
La peintre Steluca Caran est née dans le village en 1944 ; elle est notamment exposée au Musée d'art naïf et marginal de Jagodina.